# Oflag IV-B
L'Oflag IV-B est le camp d'officiers prisonniers de guerre allemand (Oflag) de 1941 à 1945 situé dans la Forteresse de Königstein, au bord de l'Elbe, à 30 km au sud-est de Dresde en Saxe (Allemagne). Ce camp était dévolu à la détention des hauts-gradés (généraux). Y furent internés notamment les généraux français faits prisonniers pendant la bataille de France.

## Prisonniers renommés

### Généraux français faits prisonniers en 1940

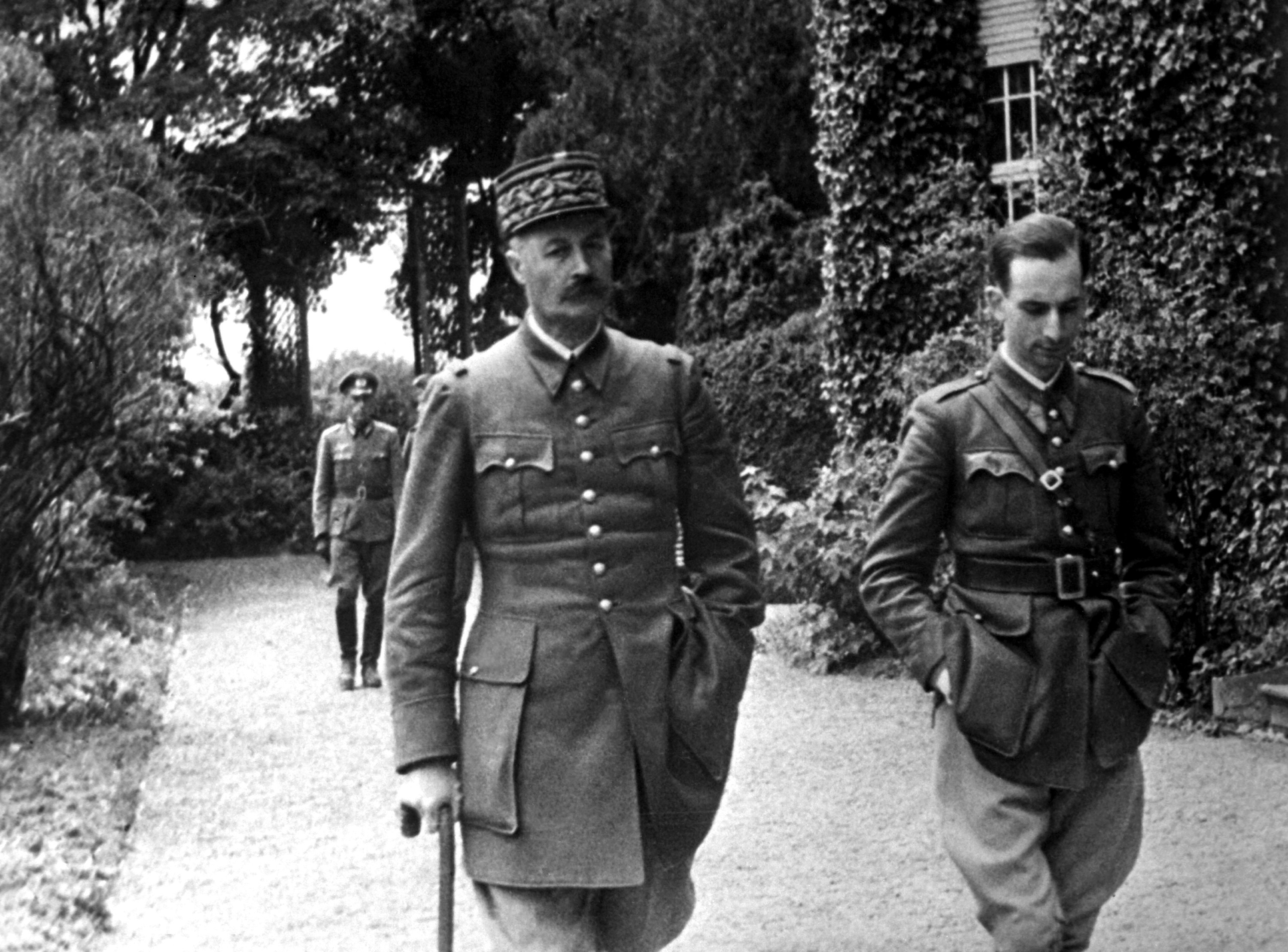
Le général Giraud, prisonnier de guerre, durant sa promenade quotidienne en Allemagne (fin 1940 ou 1941).

- Général d'armée Henri Giraud, chef de la VIIème armée, capturé le 19 mai 1940, évadé le 17 avril 1942.
- Général d'armée  Lucien Loizeau chef de la VIème armée
- Général d'armée Victor Bourret, chef de la Vème armée.
- Général de corps d'armée Bertrand Fagalde.
- Général de division René Prioux, capturé le 29 mai 1940, libéré en avril 1942.
- Général de division Gustave Mesny, assassiné en janvier 1945.
- Général de brigade Alphonse Juin - capturé le 30 mai 1940, libéré le 15 juin 1941.
- Général de brigade Charles Mast.
- Général de brigade Paulin André Jean Le Bleu.
- Amiral Jean-Marie Charles Abrial, fait prisonnier le 19 juin 1940, libéré le 20 juillet 1940.
- Général Auguste Alaurent - capturé à Dunkerque, libéré le 9 mai 1945.
- Général Joseph de Verdilhac.
- Général Bruneau.
- Général Gailliard.
- Général Louis Decharme.
- Général de brigade Gustave Teisseire.

### Généraux polonais faits prisonniers en 1939 et 1940
- Général Franciszek Kleeberg - Commandant du Groupe opérationnel indépendant de Polésie, se rend le 6 octobre 1939, meurt le 5 avril 1941.
- Général Juliusz Rómmel - Commandant, l'armée de Łódź Army et de l'armée de Varsovie, signe l'acte final de capitulation de Varsovie le 28 septembre.
- Général Władysław Bortnowski, fait prisonnier durant la bataille de la Bzura (septembre 1939).

### Autres généraux
- Général Henri Winkelman (Pays-Bas) - Commandant en chef des Forces armées néerlandaises, se rend le 14 mai 1940, liberé en mai 1945.
- Général Otto Ruge (Norvège) - Chef de la Défense de la Norvège, arrêté en juin 1940, libéré en mai 1945.

### Officiers français évacués de l'Oflag IV-Den avril 1945
- Abbé René Laurentin, mariologue.
- André Payan.

## L'évasion du général Giraud
L'évasion du général Giraud, le 27 avril 1942, fit grand bruit à l'époque. Deux généraux français (Bruneau et Gaillard) avaient fait une tentative auparavant, mais ils furent repris près de la frontière suisse. L'évasion de Giraud fut minutieusement et longuement  organisée, depuis la France (il communiquait via les lettres à sa femme, grâce à un code). Il s'enfuit de la forteresse grâce à une tyrolienne (avec le complicité des généraux Mesny et Le Bleu) : au dehors où un complice l'attendait avec des vêtements et des faux papiers d'alsacien.